# Ommatius infuscatus
Ommatius infuscatus är en tvåvingeart som beskrevs av Scarbrough 1990. Ommatius infuscatus ingår i släktet Ommatius och familjen rovflugor. Inga underarter finns listade i Catalogue of Life.